# Tetragonolobus conjugatus subsp. requienii
Tetragonolobus conjugatus subsp. requienii é uma subespécie de planta com flor pertencente à família Fabaceae. 
A autoridade científica da subespécie é (Mauri ex Sanguin.) E. Domínguez & Galiano, tendo sido publicada em Lagascalia 8: 206 (1979).

## Portugal
Trata-se de uma subespécie presente no território português, nomeadamente em Portugal Continental.
Em termos de naturalidade é possivelmente nativa de Portugal Continental.

## Protecção
Não se encontra protegida por legislação portuguesa ou da Comunidade Europeia.